# Xã Galesburg, Quận Knox, Illinois
Xã Galesburg (tiếng Anh: Galesburg Township) là một xã thuộc quận Knox, tiểu bang Illinois, Hoa Kỳ. Năm 2010, dân số của xã này là 366 người.